# 2025-ös cannes-i fesztivál

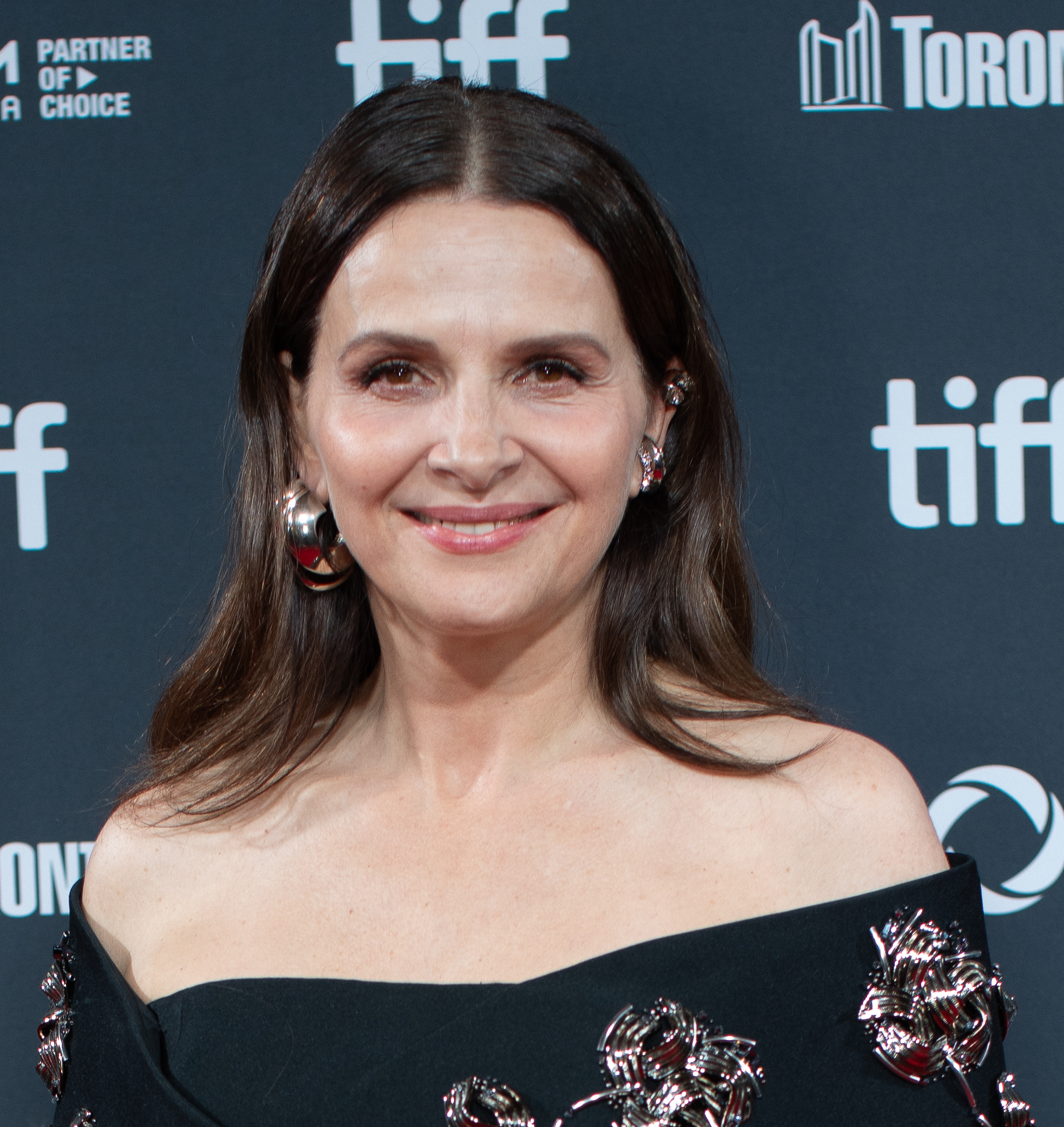
Juliette Binoche, a 78. cannes-i fesztivál nagyjátékfilm-versenyének zsűrielnöke

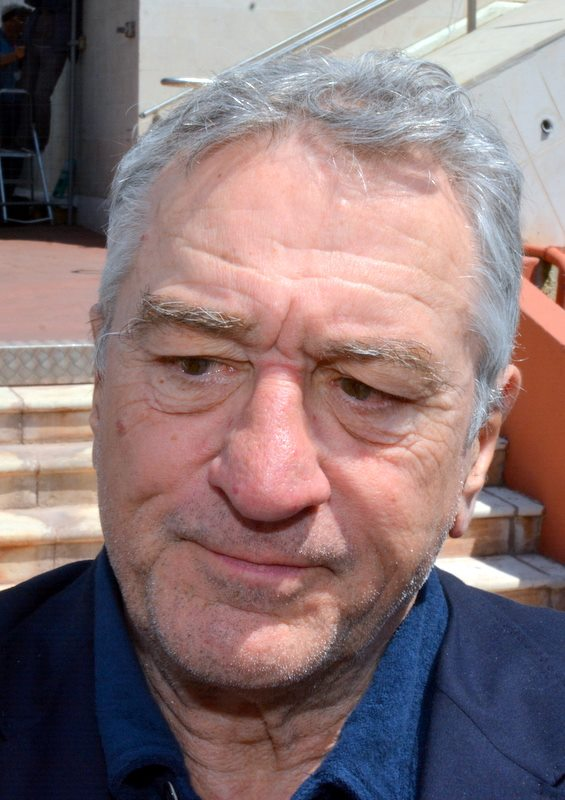
A Tiszteletbeli Arany Pálmával kitüntetett Robert De Niro

A 78. cannes-i fesztivált 2025. május 13. és május 24. rendezték meg a Cannes-i Kongresszusi és Fesztiválpalotában. A rendezvény és a versenyfilm-zsűri elnökének Juliette Binoche Oscar-, BAFTA-, César- és Európai Filmdíjas francia színésznőt, az Európai Filmakadémia elnökét kérték fel, aki a filmes seregszemle történetének 14. női zsűrielnöke lett. A nyitó- és zárógála házigazdájának szerepét Laurent Lafitte francia színész, író és rendező töltötte be.

## A 2025. évi fesztivál
A fesztivál vezetése a rendezvény időpontját közvetlenül a 77. fesztivál után jelentette be. A filmek regisztrációját a hivatalos válogatásba 2024. november 14-én hirdették meg; a jelentkezési határidő a La Cinef iskolai filmjei esetében 2025. február 25., rövidfilmeknél március 3., míg nagyjátékfilmeknél március 14.
A rendezvény és a versenyfilm-zsűri elnöki tisztére felkért Juliette Binoche 40 évvel korábban vett részt először a filmfesztiválon André Téchiné Randevú (1985) című versenymunkájával. 2023-ig további kilenc vele készült film szerepelt a hivatalos cannes-i programban, köztük Abbasz Kiarosztami Hiteles másolat című szerelmi drámája (2010), amelynek főszerepében elnyerte a legjobb női alakítás díját. Binoche Greta Gerwig amerikai színésznőt követi, aki 2024-es rendezvény versenyprogramjának zsűrijét vezette. A fesztivál történetében ez volt a második alkalom, hogy két egymást követő évben is nőket neveztek ki zsűrielnöknek. Ez először 1965–66-ban történt meg Olivia de Havilland és Sophia Loren színésznőkkel.
A hivatalos válogatást 2025. április 10-én ismertették azzal, hogy a listát rendszeresen pontosítják. A fesztivál nyitófilmjének az elsőfilmes francia rendezőnő, Amélie Bonnin Partir un jour című drámai vígjátékát választották. Három évvel a Top Gun: Maverick bemutatóját követően Tom Cruise ismét visszatér a cannes-i fesztiválra a Mission: Impossible amerikai sorozat legújabb, nyolcadik részének főszereplőjeként. Christopher McQuarrie Mission: Impossible – A végső leszámolás című akciófilmjét május 14-én vetítik versenyen kívül a hivatalos válogatásban.
A fesztivál szervezői 2025. április 7-én jelentették be, hogy a Tiszteletbeli Arany Pálmát ez évben Robert De Niro amerikai színész, filmrendező és producer veheti át. A francia Riviérára rendszeresen visszatérő, két arany pálmás filmben is főszerepet játszó művész, aki a 2011-es fesztiválon zsűrielnök volt, utoljára pedig 2023-ban, a Megfojtott virágok bemutatójakor járt a Croisette-en, a megtiszteltetés részeként május 14-én mesterkurzust tart a fesztivállátogatóknak.
2025 márciusától öt hónapot tölt Párizsban a 2023-ban kisfilmes Arany Pálmát nyert Buda Flóra Anna, hogy a fesztivál égisze alatt működő Rezidencia elnevezésű ösztöndíjas program keretében támogatásban részesüljön legújabb forgatókönyvének megírásában, valamint társaival együtt filmes szakemberekkel találkozzon a francia fővárosban és Cannes-ban.

## Zsűri
- Juliette Binoche színésznő, EFA-elnök  Franciaország – a zsűri elnöke

### Arany Kamera
- Alice Rohrwacher filmrendező, vágó és forgatókönyvíró  Olaszország – a zsűri elnöke

## Hivatalos válogatás

### Nagyjátékfilmek versenye
- Alpha – rendező: Julia Ducournau
- Deux procureurs – rendező: Szergej Loznica
- Dossier 137 – rendező: Dominik Moll
- Eddington – rendező: Ari Aster
- Fuori – rendező: Mario Martone
- Jeunes mères – rendező: Jean-Pierre és Luc Dardenne
- La Petite dernière – rendező: Hafsia Herzi
- Les Aigles de la République – rendező: Tarik Saleh
- Nouvelle Vague – rendező: Richard Linklater
- O secreto agente – rendező: Kleber Mendonca Filho
- Renoir – rendező: Hajakava Csie
- Romeria – rendező: Carla Simon
- Sentimental Value – rendező: Joachim Trier
- Sirat – rendező: Oliver Laxe
- Sound Of Falling – rendező: Mascha Schilinski
- The History Of Sound – rendező: Oliver Hermanus
- The Mastermind – rendező: Kelly Reichardt
- The Phoenician Scheme – rendező: Wes Anderson
- Un simple accident – rendező: Dzsafar Panahi

### Un certain regard
- A Pale View Of The Hills – rendező: Isikava Kei
- Aisha Can’t Fly Away – rendező: Morad Mostafa
- Eleanor The Great – rendező: Scarlett Johansson
- Homebound – rendező: Neeraj Ghaywan
- Karavan – rendező: Zuzana Kirchnerová
- L’inconnu de la Grande Arche – rendező: Stéphane Demoustier
- La città di pianura – rendező: Francesco Sossai
- La Misteriosa Mirada del Flamenco – rendező: Diego Céspedes
- Météors – rendező: Hubert Charuel
- My Father’s Shadow – rendező: Akinola Davies Jr.
- Once Upon A Time In Gaza – rendező: Tarzan Nasser és Arab Nasser
- Pillion – rendező: Harry Lighton
- Promis le ciel - Erige Sehiri
- Testa o croce? – rendező: Alessio Rigo de Righi, Matteo Zoppis
- The Plague – rendező: Charlie Polinger
- Urchin – rendező: Harris Dickinson

### Nagyjátékfilmek versenyen kívül
- Highest 2 Lowest – rendező: Spike Lee
- La Femme la plus riche du monde – rendező: Thierry Klifa
- La Venue de l'avenir – rendező: Cédric Klapisch
- Mission: Impossible – The Final Reckoning (Mission: Impossible – A végső leszámolás) – rendező: Christopher McQuarrie
- Partir un jour – rendező: Amélie Bonnin (nyitófilm)
- Vie privée – rendező: Rebecca Zlotowski

#### Cannes-i premierek
- Amrum – rendező: Fatih Akın
- Connemara – rendező: Alex Lutz
- Das verschwinden des Josef Mengele – rendező: Kirill Szerebrennyikov
- La ola – rendező: Sebastián Lelio
- Orwell: 2+2=5 – rendező: Raoul Peck
- Splitsville – rendező: Mike Corvino

#### Különleges előadások
- Bono: Stories Of Surrender – rendező: Andrew Dominik
- Dites-lui que je l'aime – rendező: Romane Bohringer
- Marcel et Monsieur Pagnol – rendező: Sylvain Chomet

#### Éjféli előadások
- Dalloway – rendező: Yann Gozlan
- Exit 8 – rendező: Genki Kawamura
- Feng lin huosan (风林火山, Fēng lín huǒshān) – rendező: Maj Csülung (麥浚龍, Mai Junlong) (Juno Mak)

## Párhuzamos rendezvények

### Kritikusok Hete

#### Nagyjátékfilmek
- Ciudad Sin Sueño – rendező: Guillermo Galoe
- Imago – rendező: Déni Oumar Pitsaev
- Kika – rendező: Alexe Poukine
- Left-Handed Girl (Copiece nuhaj (左撇子女孩, Zuǒpiēzǐ nǚhái)) – rendező: Cou Sicsing (邹世清, Tsou Shih-Ching)
- Nino – rendező: Pauline Loquès
- Pee Chai Dai Ka (A Useful Ghost) – rendező: Ratchapoom Boonbunchachoke
- Rietland Reedland – rendező: Sven Bresser

#### Rövidfilmek
- Alișveriș – rendező: Vasile Todinca
- An-Gyeong Glasses – rendező: Yumi Joung
- Bleat! (கத்து!) – rendező: Ananth Subramaniam
- Critical Condition (Критичне становище) – rendező: Mila Zhluktenko
- Dieu est timide God is shy – rendező: Jocelyn Charles
- Donne Batterie Free Drum Kit – rendező: Carmen Leroi
- Erogenesis – rendező: Xandra Popescu
- L'mina – rendező: Randa Maroufi
- Samba Infinito – rendező: Leonardo Martinelli
- Wonderwall – rendező: Róisín Burns

#### Külön előadások
- L'intérêt d'Adam – rendező: Laura Wandel (nyitófilm)
- Baise-en-ville – rendező: Martin Jauvat
- Des preuves d'amour – rendező: Alice Douard
- Dandelion's Odyssey – rendező: Momoko Seto (zárófilm)
- Eraserhead in a Knitted Shopping Bag – rendező: Lili Koss
- No skate! – rendező: Guil Sela
- Une Fugue To the Woods – rendező: Agnès Patron

### Filmkészítők Kéthete

#### Nagyjátékfilmek
- Brand New Landscape (見はらし世代) – rendező: Yuiga Danzuka
- Classe moyenne – rendező: Antony Cordier
- Dangerous Animals – rendező: Sean Byrne
- Enzo – rendező: Robin Campillo
- Hua jang sao nv sa ren si (Hua yang shao nv sha ren shi jian) – rendező: Csou Csinghao (周景浩, Zhou Jinghao)
- Indomptables – rendező: Thomas Ngijol
- Kokuho – rendező: Lee Sang-Il
- La Danse des renards – rendező: Valéry Carnoy
- La Mort n’existe pas – rendező: Félix Dufour-Laperrière
- L'engloutie – rendező: Louise Hémon
- Les Filles désir – rendező: Prïncia Car
- Lucky Lu – rendező: Lloyd Lee Choi
- Militantropos – rendező: Yelizaveta Smith, Alina Gorlova & Simon Mozgovyi
- Mirrors No. 3 – rendező: Christian Petzold
- Peak Everything – rendező: De Anne Émond
- Que ma volonté soit faite – rendező: Julia Kowalski
- Sorry, Baby – rendező: Eva Victor
- The President’s Cake (Mamlaket Al-Qasab) – rendező: Hasan Hadi

#### Rövid- és középhosszú filmek
- +10k – rendező: Gala Hernández López
- Before The Sea Forgets – rendező: Ngọc Duy Lê
- Blue Heart – rendező: Samuel Suffren
- Bread Will Walk – rendező: Alex Boya
- Death Of The Fish – rendező: Eva Lusbaronian
- Karmash (کرمش) – rendező: Aleem Bukhari
- Loynes – rendező: Dorian Jespers
- Nervous Energy – rendező: Eve Liu
- The Body – rendező: Louris Van De Geer
- When The Geese Flew – rendező: Arthur Gay